# Гератская школа миниатюры
Гератская школа миниатюры — одна из средневосточных школ миниатюры, существовавшая в XV — нач. XVI века в Герате (столице государства Тимуридов). Специализировалась главным образом на иллюстрациях в рукописной книге, но иногда картины делались на шёлке. Таким образом, литература, популярная в то время, в значительной степени определяла тематику миниатюр гератской школы. Сохранились многие сцены из персидского эпоса Шахнаме («Книга царей») поэта Фирдоуси (умер в 1020 г.), а также иллюстрации из более поздних произведений Низами, Саади и Джами.

## История и особенности
Создание школы связано с основанием в 1410-х годах придворных мастерских рукописей (китабхана). Тимуриды Шахрух и его сын Байсонкур вывезли из Тебриза и, возможно, Шираза художников и каллиграфов. Гератская школа преемственно связана с ширазской школой миниатюры XIV—XV веков, а также, вероятно, с багдадской и тебризской школой миниатюры. Известны также контакты представителей гератской школы с китайским искусством.
Байсонкур (умер в 1433 г.) превратил гератскую школу в важный центр живописи, привлекая к своему двору художников со всей Персии и Афганистана.
Необходимые предпосылки для расцвета искусства миниатюры создало развитие городской жизни и культуры Герата. К тому времени книжная иллюстрация приобрела большое значение в общей системе оформления рукописи. Образный строй связан с представлением о благоуханной природе, полной гибких линий и ярких красок.
Для гератской школы характерно точное следование тексту, плотное письмо без моделировки светотенью. Число действующих лиц невелико, фигуры крупны и несколько статичны. Фигуры ранней гератской школы стилизованы — высокие и худощавые, с продолговатыми головами и остроконечными бородами, — но нарисованы в разных положениях. Прежде всего они оживлены, всегда участвуя в действиях любой изображённой сцены.
Пейзаж сравнительно прост и играет подчинённую роль. Композиции тяготеют к симметричным построениям. Традиционный декоративный фон, на котором разворачивается действие образуют сады, лужайки и ручьи, а также архитектура, изукрашенная геометрическим орнаментом и растительностью. Сила воздействия гератской школы и особенность её художественной формы заключены в изощрённой орнаментальности, сочетающейся со звучностью цвета. Интенсивные локальные тона обычно сгармонированы и не создают впечатления пестроты.
После смерти Шахруха султан Улугбек перевёл придворную китабхане в Самарканд (1448). В конце XV века под покровительством Хусейна Байкары (прав. 1469—1506) и его визиря поэта Алишера Навои гератская школа не только сохранила свои традиции, но и пережила новый расцвет. Связано это было с творчеством Кемаль-ад-Дина Бехзада и его ученика Касима Али. Бехзад придал миниатюре изысканную декоративность и значительно расширил круг её видов и жанров. Он вместе с Касимом Али и своим воспитателем Мирак Наккашем иллюстрировал рукопись Хамсе Низами Гянджеви, которая считается эталоном позднегератской школы. Художники выработали в тесном сотрудничестве единый стиль.
В последней четверти XV века гератские миниатюристы создавали острые драматические ситуации. Их усложнённые многоплановые пространственные композиции часто неожиданно оказываются обрезанными рамкой или выходят на поля страниц. Новаторский характер школы заключается в острой наблюдательности художников и в правдивости деталей. Доминирующий интерес к человеку заключается в стремлении передать его эмоциональное состояние при помощи окружающего пейзажа, в выразительности поз и жестов. Высочайшее мастерство композиции также заключалось в наличие нескольких планов и большого числа фигур людей и животных. Наложение фигур и элементов декораций друг на друга создавало эффект нахождения одного за другим.
Влияние гератской школы проявилось в творчестве художников тебризской, могольской и мавераннахрской школах. Закат гератской школы связан с завоеванием Герата в 1507 Мухаммедом Шейбани.